# Karbin

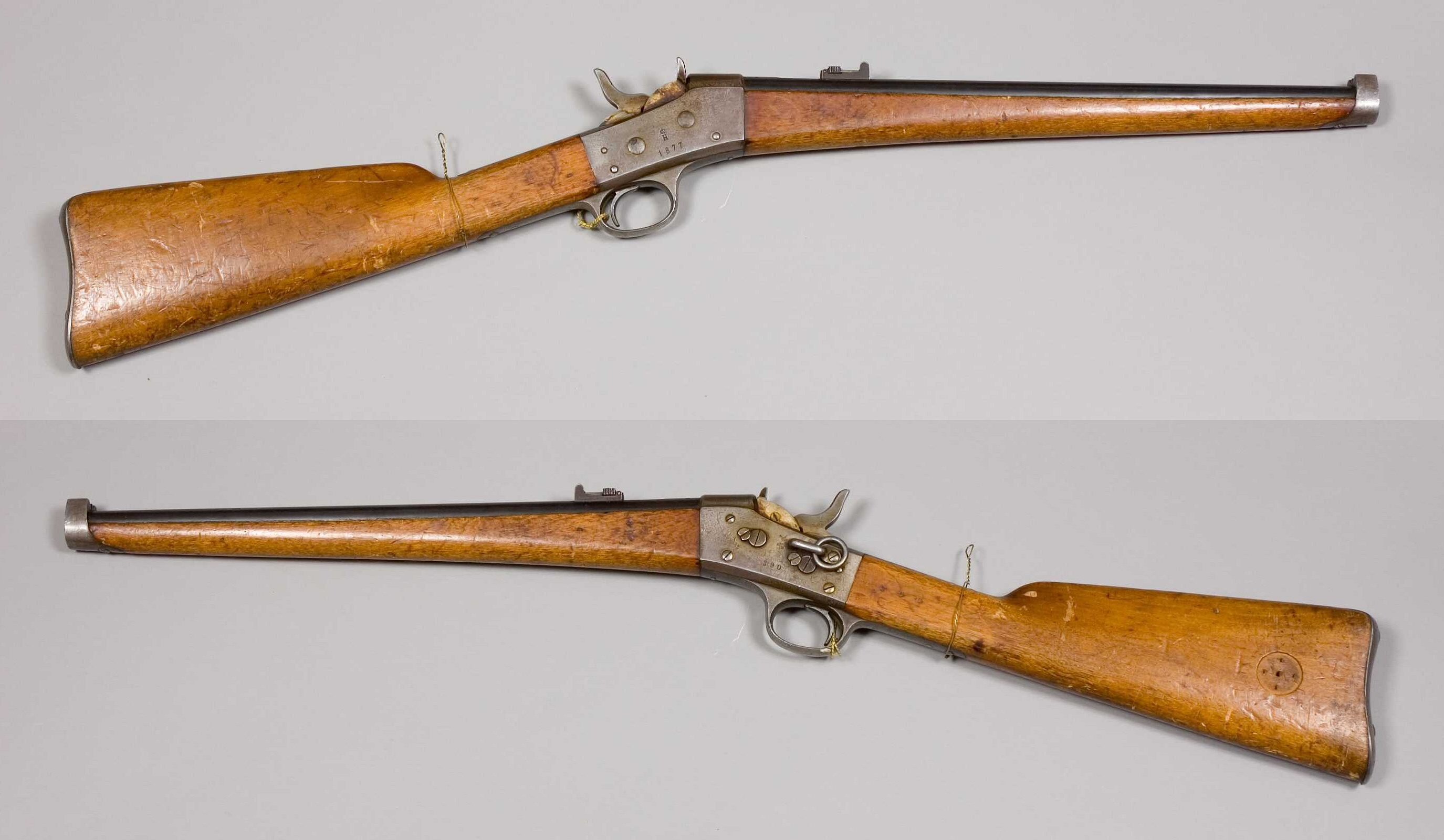
12,7 mm karbin m/1870. Ringen på vänster sida av karbinen är den ring karbinhaken fästes i.

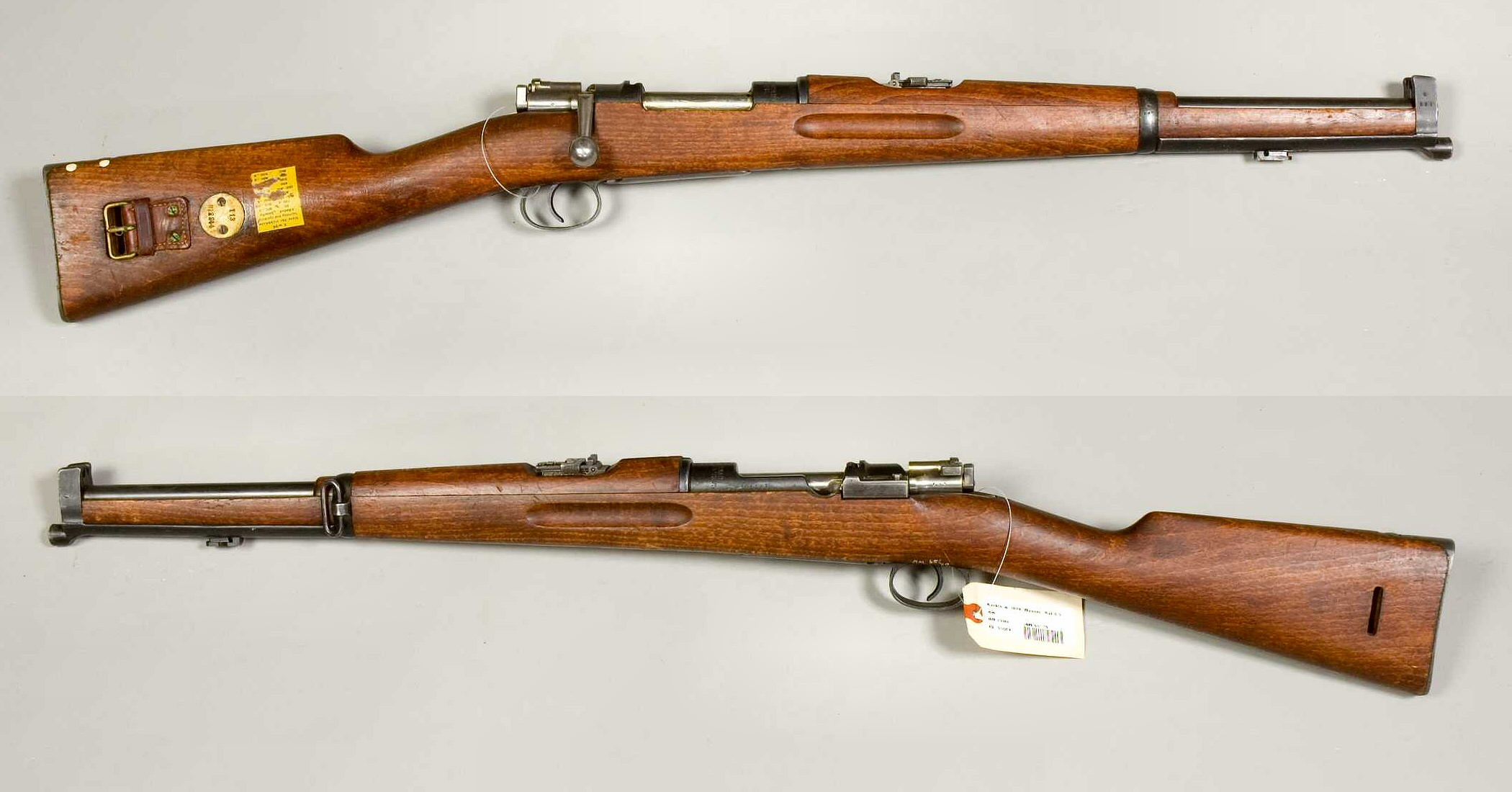
6,5 karbin m/94

Karbin är ett vapenbegrepp som främst avser gevär med en förkortad pipa eller dylika eldhandvapen där piplängden är relativt kort, ursprungligen för att lätt kunna hanteras på en hästrygg vid kavalleriet.
Begreppet karbin ingår som efterled i bland annat vapenbeteckningar som automatkarbin, granatkarbin och kulsprutekarbin etc.

## Piplängd
Historiskt har gränsen till karbin från gevär generellt dragits runt en tjugo procent nedkortning världen runt. I andra fall har vissa fastställt piplängden för karbin mellan cirka tre till 6 decimeter (300–600 mm), där 3 decimeter piplängd är övergången till pistol.

### Sverige
Det finns ingen fastställd övre eller nedre gräns på piplängd där ett gevär blir en karbin eller vice versa inom Sverige, utan snarare handlar det om hur lång pipan är gentemot liknande konstruktioner.
I svenska försvarsmakten finns det flera historiska exempel på vapen som kallas gevär trots att de är kortare än andra vapen kallade karbiner och vice versa. Under 1930-talet fanns det behov av att korta ner dåtidens enhetsgevär, gevär m/96, för att göra de mer lämpliga för skyttegravskrig, trupptransport och annat tidsenligt. Dessa vapen fick pipan nerkortad från 739 mm till 600 mm och betecknades gevär m/38. Jämte detta utprovades under det tidiga 1960-talet varianter av FN FAL med piplängder uppemot 620 mm, vilka betecknades som automatkarbin per försöksmodell.
På den längre änden av skalan kan nämnas kpist m/37-39F, vilken betecknats kulsprutepistol med 313 mm piplängd, gentemot ak 5D, vilken betecknats automatkarbin med 259 mm piplängd. Utöver dessa finns det utvärderingsunderlag från 1970 där Heckler & Koch:s HK53, en HK33 automatkarbin i 5,56 × 45 mm NATO som nedkortats till 211 mm piplängd, samt dylikt nedkortade AR-15 varianter från Colt, benämns som kulsprutepistoler. I samma underlag benämns den något längre varianten HK33K med 320 mm piplängd som automatkarbin.

## Historia
Karbin var från början ett kortare luntlåsgevär, hjullåsgevär eller flintlåsgevär, framtaget för kavalleriet då dessa hade svårt att hantera de långa musköterna på hästryggen. Andra trupper som hellre utrustades med karbiner än med gevär var artilleriet och soldater vid Fortifikationen.
Karbin har även gett namn åt karbinhaken, som ursprungligen användes av kavalleristen för att snabbt haka av och på karbinen. Karbinen hakades fast i karbinhaken som satt fast i en karbinrem över kavalleristens vänstra axel.

## Karbiner i svenskt bruk
Exempel på karbiner i svenskt bruk är:

- hjullåskarbin m/1680
- hjullåskarbin m/1683
- hjullåskarbin m/1695
- hjullåskarbin m/1696
- flintlåskarbin m/1699
- flintlåskarbin m/1704
- flintlåskarbin m/1716
- flintlåskarbin m/1717 (Livskvadronen)
- flintlåskarbin m/1738
- flintlåskarbin m/1747
- flintlåskarbin m/1754
- flintlåskarbin m/1759
- flintlåskarbin m/1767
- karbin m/1866
- karbin m/1870 – kort version av gevär m/1867
- karbin m/1894 – kort version av gevär m/1896
- automatkarbin fm/56
- automatkarbin fm/57
- automatkarbin fm/60 – prov mellan FN FAL, HK G3, GRAM
- automatkarbin fm/61 – prov mellan FN FAL, HK G3, GRAM
- automatkarbin fm/62 – prov mellan FN FAL, HK G3, GRAM
- automatkarbin fm/63 – prov mellan FN FAL, HK G3, GRAM
- automatkarbin 4
- automatkarbin 5
- automatkarbin 6 – under utprovning

## Hyponymer
- Automatkarbin
- Granatkarbin
- Krevadkarbin
- Kulsprutekarbin